# La Tribuna (Paraguay)
La Tribuna è stato un importante quotidiano paraguaiano fondato da Eduardo Schaerer nel 1925. Per la sua importanza nel panorama giornalistico nazionale fu soprannominato decano de la prensa paraguaya.

## Storia
Il giornale fu fondato il 31 dicembre 1925 ad Asunción da Eduardo Schaerer, presidente del Paraguay dal 1912 al 1916. La linea editoriale era quella liberale. Dopo la morte del fondatore nel 1941 la direzione del giornale passò al figlio Arturo. In quegli stessi anni, nei quali il Paese era comandato dal presidente de facto Higinio Morínigo Martínez, La Tribuna, la cui linea editoriale era fortemente avversa al regime militare di  quest'ultimo, subì una serie di perquisizioni e chiusure per mano delle autorità governative. Nel 1953 il direttore Schaerer venne insignito del prestigioso premio Maria Moors Cabot della Columbia University. L'anno seguente la redazione della testata si rafforzò con l'arrivo di Carlos Ruiz Apezteguía. Nei decenni successivi La Tribuna denunciò ripetutamente gli abusi ed i crimini del dittatore Alfredo Stroessner venendo per questo sequestrato e chiuso più volte. Nonostante le minacce e le intimidazioni La Tribuna riuscì ad affermarsi come uno dei migliori quotidiani dell'America Latina. Particolarmente significative furono le inchieste che accusarono il governo paraguaiano di aver siglato accordi contro l'interesse nazionale con Brasile ed Argentina per la costruzione delle dighe di Yacyretá ed Itaipú.
A partire dalla fine degli anni sessanta il giornale iniziò a subire la concorrenza del quotidiano ABC Color, vicino a Stroessner e alla dittatura. Tra il 1977 ed il 1978 cessò temporaneamente le pubblicazioni. Dopo una seconda chiusura nell'ottobre 1980, La Tribuna tornò nelle edicole nel marzo seguente con un nuovo formato. Cessò definitivamente le pubblicazioni il 24 settembre 1983.